# 利亞姆·科斯格雷夫
利亞姆·科斯格雷夫（英語：Liam Cosgrave，1920年4月13日—2017年10月4日）前爱尔兰统一党政治家，1973–1977年担任过爱尔兰总理，1943年至1981年是爱尔兰国会议员.
科斯格雷夫出生于都柏林，其父W. T. 科斯格雷夫是新成立的爱尔兰自由邦的首任执行委员会主席。他获得律师资格后，又决定从事政治事业。在1943年的大选中他当选为下议院议员，1948年成为约翰·A·科斯特洛总理的议会秘书。1954年他被任命为外交部长，正式成为一名内阁成员。三年任期的亮点是爱尔兰成功加入联合国。1965年科斯格雷夫接替詹姆斯·狄龙成为统一党领袖。他在1969年的大选中输给了共和党的杰克·林奇，1973年大选重新赢得大选，再次成为统一党-工党政府总理。1977年大选中失利，辞去统一党领袖和总理职务，由前外交部长加勒特·菲茨杰拉德接任。1981年大选年宣布退休，由他的儿子继承敦劳费尔选区选举。

## 家族
利亞姆的儿子Liam T. Cosgrave也是一个爱尔兰政治家。

## 政府
- 爱尔兰第14届政府（英语：Government of the 20th Dáil#14th Government of Ireland） (1973年3月—1977年7月)